# Kołodno
Kołodno (białorus. Калодна) – wieś w Polsce położona w województwie podlaskim, w powiecie białostockim, w gminie Gródek.
Wieś zachowała charakter dwuwyznaniowy. Rzymskokatoliccy mieszkańcy wsi przynależą do parafii Świętej Trójcy w Supraślu, a prawosławni do parafii św. Anny w pobliskim Królowym Moście.

## Historia
Kołodno to dawna wieś magnacka hrabstwa zabłudowskiego, która w końcu XVIII wieku położona była  w powiecie grodzieńskim województwa trockiego Wielkiego Księstwa Litewskiego. 
Według Pierwszego Powszechnego Spisu Ludności z 1921 roku wieś Kołodno liczyła 34 domostwa i zamieszkiwana była przez 159 osób (81 kobiet i 78 mężczyzn). Miejscowość posiadała wówczas charakter dwuwyznaniowy, bowiem 80 mieszkańców zadeklarowało wyznanie prawosławne, a pozostałych 79 podało wyznanie rzymskokatolickie. Ponadto wieś była dwunarodowa, gdyż 87 mieszkańców zgłosiło polską przynależność narodową, a pozostałych 72 białoruską. W owym czasie, podobnie jak dziś, miejscowość znajdowała się w gminie Gródek.
W latach 1975–1998 miejscowość administracyjnie należała do województwa białostockiego.
Nieopodal wsi przepływa rzeka Płoska.
Z Kołodnem związana jest rodzinnie Izabela Dąbrowska, mieszkali tam jej dziadkowie.